# فیلم هوشمند
فیلم هوشمند که به آن فیلم تغییرپذیر نیز گفته می‌شود، محصولی است که می‌تواند امکان عبور نور در حالت شفاف و مات با استفاده از جریان برق AC را تغییر دهد. در نسخه‌های اولیه این نوع فیلم، به دلیل حساسیت به رطوبت فقط در ساخت شیشه‌های هوشمند و به صورت لمینیت روی شیشه استفاده می‌شد. اما با بهبود تدریجی مقاومت در برابر رطوبت، در نسل جدید (۳) این فیلم‌ها، می‌توان آن را با استفاده از چسب مخصوص یا انواع خودچسب به صورت مستقیم روی پنجره‌های موجود نصب کرد. این محصولات عملکردهای متفاوتی از جمله تنظیم نور، اشعه ماورا بنفش و مادون قرمز و همچنین تبلیغات و ایمنی را با هم ارائه می‌دهد.
بیشتر انواع آن با استفاده از شیشه، اکریلیک یا پلی کربنات ساخته می‌شود و در بیشتر موارد از ولتاژ (۱۱۰ ولت) برای عملکرد صحیح فیلم استفاده می‌شود. شرکت‌های تجاری در حال توسعه انواع روش‌های مختلف نصب و راه‌اندازی هستند تا از خود فیلم استفاده کرده و استفاده از هزینه‌های لمینیت را کاهش دهند.
یکی از مزایای فیلم‌های هوشمند این است که نیاز به پرده، سایه‌بان یا عملیات بر روی پنجره را از بین می‌برد.

## فناوری
بلورهای مایع پراکنده پلیمر (PDLC)
1. مولکول‌های کریستال مایع (ریز قطرات) بدون برق بی‌نظم هستند. در این حالت از نفوذ نور به فیلم جلوگیری شده و مات است.
2. هنگامی که برق به فیلم هوشمند متصل می‌شود، مولکول‌های کریستال مایع هم‌تراز شده و شفاف می‌شود.

## کاربرد

### پرده برقی
برای تأثیرات مثبت زیست‌محیطی و صرفه‌جویی در مصرف انرژی در مصالح ساختمانی سبز. با استفاده از فیلم کنترل دما، هنگامی که دمای داخلی بالا است فیلم حالت مات به خود می‌گیرد، وقتی نور کاهش پیدا می‌کند نیمه‌شفاف می‌شود و وقتی نور کم است، شفاف خواهد شد.

### صفحه پروجکشن
فیلم هوشمند می‌تواند به عنوان صفحه نمایش قابل تغییر در ویترین فروشگاه‌ها برای استفاده‌های تبلیغاتی مورد استفاده قرار گیرد. فیلم هوشمند 3G برای پخش از سمت جلو و پشت سطح مناسب است و تصاویر از هر دو سمت قابل مشاهده است.

### چند عملکردی
- اضافه کردن امکانات IR لمسی و کنترل توسط دستورهای صوتی برای انتخاب‌های بیشتر مشتری.
- اضافه کردن امکان استفاده از لوله‌های تمام رنگی LED.
- اضافه کردن غشای لیزر و بسیاری از غشاهای چاپ شفاف.
- امکان استفاده از تأثیر ذرات معلق در حالت شفاف.
- امکان ترکیب چندین فیلم و آگهی با هم برای نمایش روی یک سطح شیشه‌ای شفاف.
- در ترکیب با سیستم کنترل، در همه عملکردها می‌توان فیلم هوشمند را به کار برد.

## مثال‌هایی از استفاده
در دفتر
- بر روی دیوار شیشه‌ای اتاق کنفرانس. وقتی شیشه شفاف است، هر کسی می‌تواند داخل یا بیرون اتاق را ببیند و وقتی غیرشفاف است می‌تواند به عنوان صفحه نمایش مورد استفاده قرار گیرد.
- صرفه‌جویی در انرژی به عنوان پرده شیشه‌ای

دکوراسیون داخلی در ساختمان‌های اقامتی بلندمرتبه
- پرده شیشه‌ای برای جلوگیری از ورود نور در اتاق نشیمن و محفظه حمام. شیشه در هنگام اشغال حالت مات دارد تا از حریم خصوصی محافظت کند و وقتی به حالت شفافیت تبدیل شود، می‌تواند در نور آفتاب غرق شود.

نمایش محصول و تبلیغات تجاری
- پنجره نمایش شیشه‌ای، محصولات را در حالت غیرشفاف، محافظت می‌کند و امکان استفاده از آن به عنوان پرده نمایش نیز وجود دارد و هنگامی که شفاف باشد، می‌تواند برای نمایش محصولات فروشگاه استفاده شود.

استفاده در موارد خاص
- درب شیشه‌ای اتاق استراحت که در صورت عدم شفاف است و با بسته شدن درب بلافاصله به حالت مات در می‌آید.
- کف شیشه‌ای و پله‌ها در طبقه دوم که هنگام راه رفتن مات می‌شوند و در غیر این صورت شفاف هستند.
- استفاده برای حریم خصوصی در بیمارستان‌ها، به عنوان مثال پنجره‌های اتاق نوزادان و واحدهای مراقبت ویژه به عنوان جایگزین پرده و برای کاهش گرد و غبار و سر و صدا.
- از فیلم‌های هوشمند در اتاق‌های بدون گرد و غبار و اتاق‌های نظافت نیز استفاده می‌شود و باعث می‌شود افرادی که مجبورند لباس ضد گرد و غبار بپوشند و دائم دررفت‌وآمد به اتاق هستند، کمتر اذیت شوند.

## رنگ‌ها
نسل‌های جدید فیلم هوشمند مقداری رنگی و مات است که از آن جمله می‌توان به سفید شیری، خاکستری و آبی اشاره کرد.